# 三瓶雄樹
三瓶 雄樹（さんぺい ゆうき、1988年8月17日 - ）は、日本の男性声優。東京都出身。ケンユウオフィス所属。

## 略歴
高校時代、演劇と出会って芝居の楽しさを知ったという。ゲームやアニメが好きだったこともあり、声優を目指すという選択肢もあったが、結局は公務員を目指し、大学に進学。このことを当時から「声優になりたい」という意志を明確に持っていたが、「職業としての役者を目指すことに、不安を感じて逃げてしまった」と語る。
その後紆余曲折を経て、強い意志と向き合って「自分の人生を懸けられる仕事は声優しかない」「声優という仕事と添い遂げたい」という想いを抱くようになって、声優を目指すことを決意したという。
東京アナウンスアカデミー卒業。talk back卒業。

## 人物
趣味はスポーツ観戦、旅行、アニメ鑑賞、クイズ。特技は早歩き、とことんぷよぷよ。

## 出演

### テレビアニメ
2014年
- ヤマノススメ セカンドシーズン（登山客たち）

2015年
- 銀魂 シリーズ（2015年 - 2018年、見物人A、快援隊隊員） - 2シリーズ

2016年
- ビッグオーダー（補佐官）
- ドリフターズ（島津兵、十月機関機関員、エルフ）

2017年
- ACCA13区監察課（ファーマス区支部長、市民、議員、カフェの主人、区民 他）
- 銀の墓守り（ゾンビ1、長老）
- 最遊記RELOAD BLAST（妖怪、役人、隊員、村人、僧侶）
- 鬼灯の冷徹 シリーズ（2017年 - 2018年、冬菇、亡者、ニニギ、八寒獄卒、奪精鬼 他） - 2シリーズ
- 魔法使いの嫁（2017年 - 2023年、ティム、イザベルの父、係員、ヨセフの村の人々、親戚） - 3シリーズ
- キノの旅 -the Beautiful World- the Animated Series（中年男性）
- ブラッククローバー（2017年 - 2020年、ムーハ、ヴイデ、デビル・バニッシャー、デビル・ビリーバー）

2018年
- Fate/EXTRA Last Encore（男性マスター、マスター）
- されど罪人は竜と踊る（軍人2、医師、警官、党員、ウルムン兵 他）
- レイトン ミステリー探偵社 〜カトリーのナゾトキファイル〜（2018年 - 2019年、乗客、不良、ポール・クイント、ハンナーリの父）
- デビルズライン（番組AD、鬼）
- 奴隷区 The Animation（チンピラ、ムオンの部下）
- あまんちゅ!〜あどばんす〜（おねえ）
- 僕のヒーローアカデミア（2018年 - 2020年、ギャングオルガのサイドキック、男子生徒、男子児童） - 2シリーズ
- 進撃の巨人（2018年 - 2019年、調査兵、同士B） - 2シリーズ
- バキ（警官）
- FAIRY TAIL（2018年 - 2024年、豪門、教師、町人） - 2シリーズ
- 寄宿学校のジュリエット（男子生徒）

2019年
- B-PROJECT〜絶頂*エモーション〜（紺野、男性アナウンサー、スポンサーA）
- W'z《ウィズ》（男性若者、現地の男性）
- ブギーポップは笑わない（教師、衣川琴絵の父）
- ダイヤのA actII（2019年 - 2020年、峰富士夫、樋笠昭二、観客、谷中、西寺郷）
- ポケットモンスター サン&ムーン（部下）
- からくりサーカス（アノス）
- ヴィンランド・サガ（村人）
- コップクラフト（リック・フューリー、警官、黒服、巡査B、ダイソン 他）
- ダンベル何キロ持てる?（ボクサー）
- 名探偵コナン（2019年 - 2024年、医師、紅色頭巾、レスキュー隊長、酒販店の主人、男性）
- 通常攻撃が全体攻撃で二回攻撃のお母さんは好きですか?（アナウンス）
- ちはやふる3（2019年 - 2020年、男子生徒、客、観客）
- この音とまれ!（和田）

2020年
- LISTENERS リスナーズ（地元ジャンク屋、老人B）
- もっと!まじめにふまじめ かいけつゾロリ（2020年 - 2022年、ジラフ、ボル、ピッチャラボ、ネコジマ、グレイ 他） - 3シリーズ
- 彼女、お借りします（2020年 - 2025年、木ノ下和男） - 3シリーズ
- 『ヒプノシスマイク -Division Rap Battle-』Rhyme Anima（保土ヶ谷）
- 魔法科高校の劣等生 来訪者編（偽警官）

2021年
- はたらく細胞BLACK（赤血球〈AD6614〉）
- 五等分の花嫁（2021年 - 2024年、江端） - 2シリーズ
- セブンナイツ レボリューション -英雄の継承者-（モンスター）
- 憂国のモリアーティ（男貴族C、ヤード、バーソロミュー・ショルトー、警官） - 2シリーズ
- EDENS ZERO（2021年 - 2023年、ビクトリー、ニパの子分、シビルの部下、メタルボギー、タコ 他） - 2シリーズ
- ドラえもん（テレビ朝日版第2期）（大型犬）
- ブルーピリオド（亀井）
- 見える子ちゃん（化け物）

2022年
- トライブナイン（不良）
- 殺し愛（TVのコメンテーター、構成員3）
- スローループ（店主）
- ドールズフロントライン（石軍）
- 薔薇王の葬列（役者A）
- BIRDIE WING -Golf Girls' Story-（2022年 - 2023年、ケヴィン、カトリーヌの部下、理事長、主催者、カトリーヌの黒服） - 2シリーズ
- アオアシ（ギャラリー）
- シュート!Goal to the Future（野間田コーチ）
- 転生賢者の異世界ライフ 〜第二の職業を得て、世界最強になりました〜（ハビエル）
- 異世界薬局（内務卿）
- マブラヴ オルタネイティヴ（国連軍大尉）
- チェンソーマン（ゾンビ達、部下、椎名）
- 機動戦士ガンダム 水星の魔女（2022年 - 2023年、投資家、スポンサー） - 2シリーズ
- 新米錬金術師の店舗経営（ダッドリー）
- 不滅のあなたへ（審問官）

2023年
- 老後に備えて異世界で8万枚の金貨を貯めます（ミツハの父、招待客、男性客）
- 【推しの子】（ディレクター）
- ニンジャラ（コック）
- おとなりに銀河（栗津）
- 幻日のヨハネ -SUNSHINE in the MIRROR-
- 文豪ストレイドッグス（特務護衛官、原子力潜水艦クルー、クルー）
- 白聖女と黒牧師（来訪客）
- アンデッドガール・マーダーファルス（村人）
- 陰の実力者になりたくて! 2nd season（男）
- ブルバスター（ホリウチケンイチ）
- 私の推しは悪役令嬢。（ダルセル＝ロロ）
- アンデッドアンラック（乗客、チカラの父）
- 葬送のフリーレン（村人）
- 呪術廻戦 懐玉・玉折/渋谷事変（官公庁職員、一般人）

2024年
- ぶっちぎり?!（シグマスクワッド、魅那斗會、レスラー、男子生徒）
- 火狩りの王（救護所内人々）
- 勇気爆発バーンブレイバーン（まや艦長）
- 青の祓魔師（2024年 - 2025年、研究員、伝令役、祓魔師） - 2シリーズ
- SHAMAN KING FLOWERS（カフラー・プリツの息子）
- 悪役令嬢レベル99 〜私は裏ボスですが魔王ではありません〜（番兵B）
- オーイ!とんぼ（担任教師、記者A） - 2シリーズ
- 転生したら第七王子だったので、気ままに魔術を極めます（貴族、領民）
- THE NEW GATE（アラッド・ロイル）
- 終末トレインどこへいく?（ミニお兄さん）
- クレヨンしんちゃん（戦闘員A）
- Lv2からチートだった元勇者候補のまったり異世界ライフ（貴族1）
- 喧嘩独学（男性）
- 異世界スーサイド・スクワッド（兵士）
- カードファイト!! ヴァンガード Divinez（実況）
- なぜ僕の世界を誰も覚えていないのか?（通信）
- デリコズ・ナーサリー（血盟警察、料理長）
- 黄昏アウトフォーカス（市長）
- 異世界ゆるり紀行 〜子育てしながら冒険者します〜（ホタテ屋、ヨシュア）
- 転生したらスライムだった件（商人A）
- 凍牌〜裏レート麻雀闘牌録〜（2024年 - 2025年、雀荘の男、教師、スタッフ）
- チ。-地球の運動について-（異端者）
- 君は冥土様。（警察官）
- アクロトリップ（警察官）
- 魔王2099（ヤクザオーガA）
- るろうに剣心 -明治剣客浪漫譚- 京都動乱（敵、白べこの客）

2025年
- SAKAMOTO DAYS（黒服、男） - 2シリーズ
- アラフォー男の異世界通販（シャガ）
- いずれ最強の錬金術師?（声、デブルの仲間B、セルヴス、フードの男、冒険者 他）
- Übel Blatt〜ユーベルブラット〜（町人、兵士、水門隊隊長、情報屋の男）
- Dr.STONE SCIENCE FUTURE（ゼノ兵）
- ねこに転生したおじさん（小熊）
- グリザイア:ファントムトリガー（陸戦隊員）
- 薬屋のひとりごと（高官、武官）
- LAZARUS ラザロ（ギャング）
- 戦隊大失格（怪しい男）
- 黒執事 -緑の魔女編-（衛兵）
- 履いてください、鷹峰さん（男子生徒A、男子生徒E）
- 9-nine- Ruler’s Crown（男性A）
- クレバテス-魔獣の王と赤子と屍の勇者-（鴉の残党）

### 劇場アニメ
- 劇場版 FAIRY TAIL -DRAGON CRY-（2017年、兵士）
- 甲鉄城のカバネリ 海門決戦（2019年、玄路兵、武士）
- 劇場版 新幹線変形ロボ シンカリオン 未来からきた神速のALFA-X（2019年、板谷）
- 劇場版 ヴァイオレット・エヴァーガーデン（2020年、司会者）
- 劇場版 七つの大罪 光に呪われし者たち（2021年）
- 映画 五等分の花嫁（2022年）
- SAND LAND（2023年、アパト村店主）
- アリスとテレスのまぼろし工場（2023年、工場作業員B）
- 風都探偵 仮面ライダースカルの肖像（2024年、黒服C）

### OVA
- ドリフターズ（2016年、島津兵）
- 鬼灯の冷徹（2019年、男幽霊） - コミックス第29巻DVD付き限定版

### Webアニメ
- 銃娘（2017年、オペレーターB）
- 薄明の翼（2020年、ルリナ父、撮影監督）
- テルマエ・ロマエ ノヴァエ（2022年、客、男性、店主）
- ヴァンパイア・イン・ザ・ガーデン （2022年、検問官、村人、兵士）
- PLUTO（2023年、警部補）
- SAND LAND: THE SERIES（2024年、アパト村店主、盗賊団員、サンドランド国王軍兵士）
- ライジングインパクト（2024年、記者A）

### ゲーム
2015年
- クロマティックソウル（カイン）
- ソフィーのアトリエ 〜不思議な本の錬金術士〜
- Fallout 4（リアム）

2017年
- Wolfenstein II: The New Colossus
- スター・ウォーズ バトルフロントII
- 仁王
- ファイトリーグ（連れてっちゃうよオジさん）
- モバイル・レジェンド（バルモンド）

2018年
- 銀魂乱舞（春雨 / 春雨〈烙陽〉、辰羅、真選組隊士、見廻組、伊賀忍軍、快援隊）
- 三国IKUSA（周泰）
- ブレイドスマッシュ（ヴォルテック、ファントマ）

2020年
- VALORANT（ソーヴァ）
- ドラゴンクエストX いばらの巫女と滅びの神 オンライン（暴虐の邪神ダビヤガ、反乱軍メンバー2）
- デュエル・マスターズ プレイス（進化の化身、バルケリオス・ドラゴン、神羅サンダー・ムーン 他）

2021年
- ニーア レプリカント ver.1.22474487139...

2023年
- BLUE PROTOCOL
- OCTOPATH TRAVELER II

2024年
- Poppy Playtime（ババ・ババファント）
- ファイナルファンタジーVII リバース

2025年
- 龍が如く8外伝 Pirates in Hawaii

### 吹き替え

#### 映画
- 愛と哀しみの旅路（ハリー・カワムラ〈ロナルド・ヤマモト〉）※Disney+版
- アグリーズ（デヴィッド〈キース・パワーズ〉）
- アポカリプスZ ～終末の始まり～（プリチェンコ〈ホセ・マリア・ヤスピク〉）
- アンチャーテッド（競売人〈ピーター・シートン・クラーク〉[34]）
- イップ・マン 継承（2017年、ブルース・リー〈チャン・クォックワン〉）
- イップ・マン 完結（2020年、ブルース・リー〈チャン・クォックワン〉[35]）
- ウルフズ・コール（2021年、ドルシ〈オマール・シー〉[36]）
- エクストラクション（2016年、男性教官〈サイモン・リー〉）
- エンド・オブ・ア・ガン 沈黙の銃弾（ヴァーガス）
- エンド・オブ・ステイツ（ラミレス〈ジョセフ・ミルソン〉[37]）
- 王の運命 -歴史を変えた八日間-（キム・ドス）
- おみおくりの作法
- カサブランカ（ヤン）※N.E.M.版[38]
- 逆殺館（エイド）
- クレイジー・パーティー（ジョエル）
- クローズド・バル 街角の狙撃手と8人の標的（サトゥル）
- ゴーステッド Ghosted（マイク〈マーワン・ケンザリ〉）
- コイン強盗クラブ（ベニー）
- ザ・スイッチ（ブレット[39]）
- ザ・ビースト（ポール・フリード〈マイケル・インペリオリ〉）
- サウスポー
- 鮫の惑星:海戦記（エドガー）
- ジェイソン・ボーン（アルファ1[40]）※BSテレ東版
- ZIPPER/ジッパー エリートが堕ちた罠（サム・エリス〈パトリック・ウィルソン〉）
- ジャングル ギンズバーグ19日間の軌跡（2018年、マーカス）
- JUKAI -樹海-（エイデン）
- 新感染半島 ファイナル・ステージ（チョルミン〈キム・ドユン〉[41]）
- スカイライン -奪還-（2019年、チーフ〈ヤヤン・ルヒアン〉）
  - スカイライン -逆襲-（2021年、フアナ〈ヤヤン・ルヒアン〉[42]）
- スクリーム（2022年）
- スノーホワイト/氷の王国（2016年）
- ソプラノズ ニューアークに舞い降りたマフィアたち（ジュニア・ソプラノ〈コリー・ストール〉[43]）
- チャイルド・プレイ 〜チャッキーの狂気病棟〜（カルロス）
- でっかくなっちゃった赤い子犬 僕はクリフォード（ジャーヴィス氏〈キース・イーウエル＝ブレイン〉[44]）
- ハートビート（ヘイワード）
- パシフィック・ウォー（クイン）
- ビバリーヒルズ・コップ ※Netflix版
- ビルとテッドの時空旅行 音楽で世界を救え!（デイヴ・グロール[45]）
- ベンジェンス -復讐の自省録-（英語版）（ラスティガー）
- ホワイト・ボーイ・リック（2019年、ジャクソン〈ブライアン・タイリー・ヘンリー〉）
- M3GAN ミーガン（ライアン〈アーロ・グリーン〉）
- ミッドサマー（サイモン〈アーチー・マデクウィ〉[46]）
- レジェンド　狂気の美学（マクレーン）
- ロシアン・スナイパー（ニコライ）
- ロスト・バケーション

#### ドラマ
- イエローストーン
- カササギ殺人事件
- 逆賊-民の英雄ホン・ギルドン-（オプサン）
- グッド・ドクター 名医の条件
- グリーンリーフ（ベイシー・スキャンクス、ノア）
- 賢后 衛子夫（霍去病）
- 原潜ヴィジル 水面下の陰謀（ショー少将〈スティーヴン・ディレイン〉[47]）
- コウラン伝 始皇帝の母（白仲〈リー・チュワン〉[48]）
- サンズ・オブ・アナーキー シーズン3（フィル、ヘクター・サラザール〈ホセ・パブロ・カンティージョ〉）
- 三国志〜趙雲伝〜（諸葛亮）
- シカゴ・ファイア（2016年、ジェフ・クラーク〈ジェフ・ヘフナー〉）
- シカゴ P.D.（ショーン・ローマン〈ブライアン・ジェラティ〉）
- Zネーション（エスコーピオン）
- それいけ!ゴールドバーグ家（ハンサム・ベン）
- ドクター・フー ニュー・ジェネレーション（サイ）
- 七日の王妃
- 病院船〜ずっと君のそばに〜（キム・ジェゴル〈イ・ソウォン〉）※テレビ東京版
- フレッシュ・アンド・ボーン（トレイ）
- ペニー・ドレッドフル 〜ナイトメア 血塗られた秘密〜（バルフォア）
- モーツァルト・イン・ザ・ジャングル（ショーン）
- ロキ（ハンターU92、スキャン事務員、ミニットメン#7 他）

#### アニメ
- ザ・スター はじめてのクリスマス
- ティーン・タイタンズGO!（ジョー・レイフィー）
- ビッグマウス（アンドリュー）

### ボイスオーバー
- 奇跡体験!アンビリバボー
- スーパープレゼンテーション
- 地球ドラマチック
  - 「ペトラ遺跡 砂漠に消えた古代文明の謎」
  - 「洞窟に眠る新種の人類」
  - 「カッシーニ 土星探査の軌跡」
  - 「ビッグベン 世紀の大修復プロジェクト」
  - 「古代エジプト王女の墓の謎」
  - 「ポンペイ 石こう像の新事実」
- BS世界のドキュメンタリー
  - ハンス・ジマー 映画音楽の革命児（2023年3月9日、スティーヴ・マックイーン）
  - ドイツの内なる脅威 躍進する“極右”政党（2025年1月、アーミン・クルトヴィッチ）
- WHO I AM
- モーガン・フリーマン 時空を超えて

### ナレーション
- ST 赤と白の捜査ファイル
- レンタル救世主

### シリーズ一覧
1. ↑  第3期『銀魂ﾟ』（2015年）、第4期『銀魂.』（2018年）
2. ↑  第弐期（2017年）、第弐期その弐（2018年）
3. ↑  SEASON1（2017年 - 2018年）、SEASON2第2クール（2023年）
4. ↑  第3期（2018年）、第4期（2019年 - 2020年）
5. ↑  Season 3 Part 1（2018年）、Season 3 Part 2（2019年）
6. ↑  第3期（2018年）、続編『100年クエスト』（2024年）
7. ↑  第1シリーズ（2020年）、第2シリーズ（2021年）、第3シリーズ（2022年）
8. ↑  第1期（2020年）、第2期（2022年）、第4期（2025年）
9. ↑  第2期『∬』（2021年）、テレビスペシャル『＊』（2024年）
10. ↑  第1期（2021年）、第2期（2023年）
11. ↑  第1期（2021年）、第2期（2023年）
12. ↑  Season 1（2022年）、Season 2（2023年）
13. ↑  Season1（2022年）、Season2（2023年）
14. ↑  第3期『島根啓明結社篇』（2024年）、第4期『終夜篇』（2025年）
15. ↑  第1期（2024年）、第2期（2024年）
16. ↑  第1クール（2025年）、第2クール（2025年）